# Carmelina Alberino
Carmelina Alberino, nota anche con lo pseudonimo di Carmelina di Capri (Capri, 1920 – Napoli, 2004), è stata una pittrice italiana.

## Biografia
Carmelina Alberino, più nota a tutti come Carmelina Di Capri, nacque per l'appunto a Capri nel 1920 da una famiglia di pescatori. Come tante donne dell’epoca lavorava come sarta presso la bottega di “Adelaide” ed era considerata come persona di famiglia.
La sua prima mostra si tenne a Roma nel 1959 presso la Galleria “La Feluca”. 
L'inizio della sua attività artistica è casuale: spese i suoi pochi risparmi per acquistare una scatola di colori ad olio per intrattenere suo figlio durante la convalescenza dopo una grave malattia, cominciando a dipingere lei stessa.
Immancabilmente i suoi dipinti, ricchi di colori energici, raffigurano paesaggi di Capri rivisitati da forti connotazioni personali.
Passeggiando per le viuzze di Capri, le sue tele vengono notate da altri importanti artisti come Giorgio De Chirico e da critici d'arte internazionali che, organizzando mostre in Italia e all'estero, la resero una tra delle più conosciute e quotate figure italiane dell'arte Naif contemporanea.

## Mostre principali
- Galleria La Feluca, Roma, 1959, 1961 e 1963 (cataloghi con prefazione di G.Vigorelli e L. Trucchi)
- Galleria Benezit, Parigi, 1964 (catalogo con prefazione di Jakovsky)
- Galleria Boetie, New York, 1969
- Villa Ciani, Lugano, 1969
- Galleria Antoinette, Parigi, 1969
- Galleria Mercury, Londra, 1971
- Galleria Borgonuovo, Milano, 1972 (catalogo con prefazione di Querel)
- Premio Nazionale di Pittura dei Naïfs Italiani, I, II, III, IV, V e VI Rassegna, Luzzara
- Rotonda della Besana, Milano, 1974
- Columbus Circle NY, 6-10/3/1980 ad opera di Marco Querel all’ Artexpo International - New York Coliseum;
- Inaugurazione 30 aprile fino al 29 maggio 2005, La Mandria di Chivasso (TO)
- Premio Internazionale Varenna “Giannino Grossi” 35ª edizione dell’Arte Naïfs 2005

## Esposizioni permanenti
- Luzzara, Museo Nazionale delle Arti Naïves “Cesare Zavattini”
- Nizza, Musee International d'Art Naïf “Anatole-Jakovsky”

## Riconoscimenti
- I Premio – Premio Nazionale dei Pittori Naïfs – I° edizione Luzzara, 1967 (ex aequo con Ferruccio Bolognesi)
- Brandy italiano 1972
- “Successo nell’arte – al merito artistico” Riccione, 29 maggio 1977 (articolo su Il resto del Carlino del 5 giugno 1977)

## Documentari
- “Viaggio nel pianeta Naïf” Le storie italiane (5ª puntata) da 2:04 a 10:17 – programma ideato, diretto e montato da Josip Duiella per RAI 3 nel 1992